# Rockstar Leeds
ロックスター・リーズ（Rockstar Leeds Limited ）は、米国のゲームメーカー、テイクツーインタラクティブ・ソフトウェアのブランドロックスター・ゲームス傘下（ロックスターゲームス）のゲーム開発スタジオの1つ。2004年にロックスター・ゲームスに買収された。
本社はスコットランドのエディンバラに所在。代表的な作品にグランド・セフト・オートシリーズがある。この項目では、前身のMöbius Entertainment Limited社についても記述する。

## 概要

### DMA Design社時代
現在のロックスター社のルーツは前身であるDMA Designが設立された1988年までに遡る。当時DMAはイギリスのラベルPsygnosisと契約して、シューティングゲーム「メナス（Menace）」と「ブラッドマネー（Blood Money）」を開発した（この2つはAtari STやAmigaなどのマイコン用ゲーム）。

その後、1991年にアクションパズルゲーム「レミングス」をAmiga用にリリースし売り上げ2,000万本以上の大ヒットを記録、各種ゲーム機、パソコン等に移植され、果てはPlayStation Portableにも移植され、続編であるレミングス2もリリースされ、こちらもヒットを記録している。その後同社はNINTENDO 64用のソフトの開発を主に行っていたが、任天堂側から日本市場向けの内容にするよう要求を受けていたものの開発が間に合わず頓挫した。（ただしソフトは発売した）
そしてその間にパソコン・PlayStation用に開発していたグランド・セフト・オートを開発（発売元はロックスター社の前身であるASCゲームス）し1997年10月（PS版は1998年）に北米で発売。
既存の「お使いゲーム」とは一線を画すクライムアクションゲームと過激な内容で一世を風靡し、現在に至るまでのグランド・セフト・オートシリーズの原点となった。
その後1999年に「グランド・セフト・オート2」、2001年には同シリーズ初の3Dとなった「グランド・セフト・オートIII（GTA III）」（シリーズ初のPlayStation 2用ソフト）をリリースし、全世界で800万本（III）を超えるヒットを記録した。その後2002年にテイクツー・インタラクティブの傘下となったRockstar社（ASCゲームズ）に買収され、現在のロックスター・リーズに改名した。

### Rockstar Leeds 改名から現在まで
改名後は主にグランド・セフト・オートシリーズを開発する会社となり、2002年10月には『グランド・セフト・オート・バイスシティ』（GTAVC）を開発・発売し、前作の売り上げを大幅に超える全世界1,150万本を記録、さらに2004年にはGTAVCの続編である『グランド・セフト・オート・サンアンドレアス』（GTASA）をPlayStation 2で発売（翌年6月にはPC版も発売）、約1,490万本以上を売り上げこちらも例に漏れずヒットを記録している（因みにPlayStation 2用ソフトでは世界一）。
2005年と2006年にはPlayStation Portable用にIIIとVCの前日談とも言える『グランド・セフト・オート・リバティーシティ・ストーリーズ』と『グランド・セフト・オート・バイスシティ・ストーリーズ』を開発（Rockstar Leedsと共同開発、同社は責任会社）し発売した（後にPS2版に移植）。
そして2008年には（IIIの続編）である『グランド・セフト・オートIV』がPLAYSTATION 3、Xbox 360用ソフトとして発売されている。

## 開発タイトル一覧

### Mobius Entertainment
- Menace (1988年) (Amiga, ST and PC)
- Ballistix (1989年) (ports to MSDOS, C64, TG16)
- Blood Money (1989年) (Amiga, ST and C64)
- レミングス (1990年) (Amiga, CDTV, MS-DOS, ST, Spectrum, CD-I, Lynx)
- Oh No! More Lemmings (1991年) (Amiga, ST, MS-DOS)
- Shadow of the Beast (1992年) (PCEngine SuperCD-ROM2)
- Walker (1993年) (Amiga)
- Hired Guns (1993年) (Amiga, MS-DOS)
- Holiday Lemmings 1993 (1993年) (MS-DOS)
- レミングス2 ザ・トライブス (1993年) (Amiga, MS-DOS, SNES)
- All New World of Lemmings (1994年) (Amiga, MS-DOS, 3DO) (published in the U.S. as The Lemmings Chronicles)
- Holiday Lemmings 1994 (1994年) (MS-DOS)
- Unirally (1994年) (SNES) (published in the U.S. as Uniracers)
- グランド・セフト・オート (1997年) (PS, GBC, PC)
- Body Harvest (1998年) (N64)
- Space Station Silicon Valley (1998年) (N64)
- グランド・セフト・オート・ロンドン1969 (1999年) (PS, PC) - GTA1用拡張パック
- グランド・セフト・オート・ロンドン1961(1999年) (PC) - GTA1用拡張パック
- グランド・セフト・オート2 (1999年) (PS, DC, GBC, PC)
- Tanktics (1999年)
- ワイルド・メタル・カントリー (1999年) (PC)
- ワイルド・メタル (1999年) (DC)
- グランド・セフト・オートIII (2001年) (PS2, Xbox, PC)

### Rockstar Leeds 名義
- グランド・セフト・オート・バイスシティ (2002年) (PS2, Xbox, PC)
- マンハント (2003年) (PS2, Xbox, PC)
- グランド・セフト・オート・サンアンドレアス (2004年) (PS2, Xbox, PC)
- グランド・セフト・オート・リバティーシティ・ストーリーズ (2005年) (PSP, PS2) (責任会社はロックスター・リーズ社)
- グランド・セフト・オート・バイスシティ・ストーリーズ(2006年) (PSP, PS2) (同上)
- マンハント2 (2007年) (PS2, PSP, Wii) (ロックスター・ロンドン社、ロックスター・リーズ社、ロックスタートロント社との共同開発)
- グランド・セフト・オートIV (2008年) (PS3, Xbox 360, PC)
- グランド・セフト・オート・チャイナタウンウォーズ(2009年) (DS, PSP)
- グランド・セフト・オートV (2013年) (PS3, Xbox 360) (2014年11月にPS4, Xbox One, 2015年にPCで発売)
- レッド・デッド・リデンプション2(2018年)(PS4、Xbox One、2019年にはPCで発売、12月にはGoogle Stadiaで発売予定)